# Wappen der Cayman Islands

Wappen der Cayman Islands

Das offizielle Staatswappen der Cayman Islands ist seit dem 14. Mai 1958 in Gebrauch.

## Beschreibung
Das Wappen zeigt im blauen Wappenschild drei fünfzackige goldgeränderte grüne Sterne 2:1 gestellt über drei silberne Wellenbalken unter einem roten Schildhaupt mit einem laufenden goldenen hersehenden Löwen.
Ein Crest auf dem oberen Schildrand zeigt eine goldene Ananas von einer grünen Schildkröte getragen.
Unterhalb des Wappenschildes befindet sich ein goldenes Band, auf dem das Motto der Cayman Islands steht: HE HATH FOUNDED IT UPON THE SEAS (engl.)

## Symbolik
Die Sterne symbolisieren die drei Inseln, die blauen und weißen Wellenlinien stellen das Meer dar; der Löwe ist der Englische Löwe, Ausdruck der Beziehungen zum Vereinigten Königreich. Die Ananas und die Schildkröte sind Symbole der Fauna und Flora der Inseln.
Der Wappenspruch bedeutet: „Er hat es auf den Meeren gegründet.“
Das ist ein Vers aus dem Alten Testament, Psalm 24.
Das Wappen findet sich auch auf der Flagge der Cayman Islands.